# Джекі Віллмотт
Джекі Віллмотт (англ. Jacquelene Willmott, 19 березня 1965) — британська плавчиня.
Учасниця Олімпійських Ігор 1980 року.
Призерка Чемпіонату світу з водних видів спорту 1982 року.
Призерка Чемпіонату Європи з водних видів спорту 1981 року.
Переможниця Ігор Співдружності 1982 року.